# Niels Busk
Niels Busk (* 2. August 1942 in Vadum) ist ein dänischer Politiker der liberalen Partei Venstre.
Von der Europawahl 1999 bis zur Europawahl 2009 war er Mitglied des Europäischen Parlaments in der Fraktion Allianz der Liberalen und Demokraten für Europa. Er gehörte dem Ausschuss für Landwirtschaft und ländliche Entwicklung (AGRI) und dem Ausschuss für Fischerei (PECH) an. Daneben war er stellvertretendes Mitglied im Ausschuss für Umweltfragen, Volksgesundheit und Lebensmittelsicherheit (ENVI) und gehörte der Delegation für die Gemeinsame Parlamentarische Versammlung der AKP- und EU-Staaten an.

## Ausbildung
- 1959: Mittlere Reife
- 1962: Mitglied der Königlichen Leibgarde Dänemarks
- 1963: Leutnant
- 1965: Hochschulabschluss in Landwirtschaft in Dalum

## Karriere
- seit 1981: Vize-Bürgermeister
- seit 1981: Vorsitzender des stellvertretenden Vorsitzenden und Vorstandsmitglied verschiedener Handelsorganisationen, Finanzunternehmen und Landwirtschafts-Gremien
- seit 1999: Mitglied des Europäischen Parlaments
- seit 1999: Mitglied des Vorstandes von Venstre, Dänemarks Liberaler Partei
- Ritter des Dannebrog-Ordens
- Friedensnobelpreis als Diensthabender der Friedenstruppen der Vereinten Nationen
- Dekorierung für UN Notfall Einsatzkräfte